# Tmarus interritus
Tmarus interritus là một loài nhện trong họ Thomisidae.
Loài này thuộc chi Tmarus. Tmarus interritus được Eugen von Keyserling miêu tả năm 1880.